# Onthophagus intricatus
Onthophagus intricatus är en skalbaggsart som beskrevs av Moretto 2010. Onthophagus intricatus ingår i släktet Onthophagus och familjen bladhorningar. Inga underarter finns listade i Catalogue of Life.